# Amère Victoire (film)
Pour les articles homonymes, voir Amère Victoire.
Pour plus de détails, voir Fiche technique et Distribution.
Amère Victoire (Bitter Victory) est un film franco-américain réalisé par Nicholas Ray, sorti en 1957 en France, l'année suivante aux États-Unis.

## Synopsis
L'état-major britannique envoie le major Brand et le capitaine Leith en mission à Benghazi, pour s'emparer de documents allemands. Une rivalité s'installe entre les deux hommes, car Leith est amoureux de la femme de Brand. Leur différend altère le bon déroulement de la mission, d'abord épiée par les habitants de Benghazi, puis sous le regard d'un officier allemand…

## Fiche technique
- Titre original : Bitter Victory
- Réalisation : Nicholas Ray, assisté d'Édouard Luntz
- Scénario : Paul Gallico, Nicholas Ray, René Hardy, Gavin Lambert, Vladimir Salomonovitch Pozner, d'après le roman éponyme de René Hardy
- Photographie : Michel Kelber
- Son : Joseph de Bretagne
- Décors : Jean d'Eaubonne
- Montage : Leonide Azar
- Scripte : Lucie Lichtig
- Musique : Maurice Le Roux
- Production : Paul Graetz, Robert Laffont
- Société de production : Transcontinentale
- Format : noir et blanc - 2,35:1 - 35 mm - son mono
- Pays de production :  États-Unis -  France
- Genre : action, drame, histoire, romance, guerre
- Durée : 102 minutes
- Dates de sortie :
  - France : 20 novembre 1957[1]
  - États-Unis : mars 1958[2]
- Affiches : Georges Kerfyser, Jean Mascii (France)

## Distribution
- Richard Burton (VF : Michel Auclair) : Captain (capitaine) Leith
- Curd Jürgens (VF : Lui-même) : Major (commandant) David Brand
- Ruth Roman : Jane Brand
- Raymond Pellegrin : Mekrane
- Anthony Bushell : General (général) R.S. Patterson
- Alfred Burke (VF : Roger Tréville) : Lieutenant Colonel (lieutenant-colonel) Michael Callander
- Sean Kelly (VF : Hubert Noël) : Lieutenant (lieutenant) Barton
- Ramón de Larrocha : Lieutenant Sanders
- Christopher Lee : Sergeant (sergent) Barney
- Ronan O'Casey : Sergeant (sergent) Dunnigan
- Fred Matter (VF : Howard Vernon) : Oberst (colonel) Lutze
- Raoul Delfosse : Leutnant (lieutenant) Kassel
- Andrew Crawford : Private (soldat) Roberts
- Nigel Green (VF : Alfred Adam) : Private (soldat) Wilkins
- Harry Landis : Private (soldat) Browning